# Bernard Bolzano
Bernhard Placidus Johann Nepomuk Bolzano (n. 5 octombrie 1781 la Praga - d. 18 decembrie 1848 la Praga) a fost un matematician, teolog catolic și filozof ceh de limbă germană.
A fost un gânditor socialist utopic, logician și precursorul clasic al algebrei moderne.
De asemenea, a fost un reprezentant de seamă al gândirii științifice și sociale progresiste cehe din prima jumătate a secolului al XIX-lea.

## Biografie
Deși fusese educat într-un mediu religios, încă din tinerețe a fost preocupat de știință și politică.
După parcurgerea gimnaziului (1791-1796), intră la Universitatea din Praga, unde studiază filosofie, matematică și fizică.
În 1800 începea să studieze teologia, iar la începutul anului 1805 devine preot catolic. În același an preia catedra, nou înființată, de filozofia religiei.
În data de 19 februarie 1815 devine membru al Societății Regale de Științe din Boemia iar în 1818 decan al Facultății de Filosofie în cadrul Universității din Praga, precum și director al departamentului științific al aceleiași Societăți de Științe.

## Contribuții în știință
Cea mai mare parte a lucrărilor sale a rămas în manuscris, astfel importanta sa lucrare, Tratat despre funcții, a fost tipărită abia după 100 de ani (în 1930). În aceasta, Bolzano dă primul exemplu de funcție continuă care nu este derivabilă în niciun punct. 

De asemenea a avut contribuții la fondarea analizei matematice moderne: a introdus o serie de noțiuni și teoreme ale analizei matematice chiar înaintea lui A. L. Cauchy, K. Weierstrass și G. Cantor (teorema Bolzano-Weierstrass). 

Bernard Bolzano este primul care a considerat mulțimi arbitrare, echivalența acestora etc., în lucrarea Paradoxien des Unendlichen (publicată postum, 1851).
În 1817 demonstra cu ajutorul teoremei lui Cauchy, că o funcție continuă nu își poate schimba semnul fără a se anula.
Bolzano a construit o funcție a cărei reprezentare are aspectul unei linii zimțate, de forma unei sârme ghimpate.
Bolzano este unul dintre inițiatorii logicii matematice și a metodei axiomatice, care are rol important în matematica modernă.

## Poziție social-filozofică
În timpul vieții, Bolzano a militat pentru inutilitatea militarismului și a războaielor.
De asemenea, acesta a militat pentru o reformă totală a sistemului educațional, social și economic care să se redirecționeze interesele națiunilor către pacea mondială.

În urma refuzului său asupra unei deziceri a anumitor opinii proprii, Bolzano a fost demis din funcția sa academică din cadrul universității în 1819, iar de atunci acesta și-a mobilizat energia asupra scrierilor sale ce abordau teme sociale, religioase, filosofice și matematice.

Bolzano a avut opinii aprofundate asupra logicii, variabilelor matematice, asupra limitelor și asupra continuității. În cadrul studiilor sale asupra aspectelor fizice ale forței, spațiului și a timpului, acesta a propus teorii contrare celor lansate de către filozoful german Immanuel Kant.

## Lucrări notabile
- Der binomische Lehrsatz (1816)
- Rein analytischer Beweis (1817)
- Functionenlehre (1834)
- Wissenschaftslehre, 4 volume (1834)
- Versuch einer neuen Darstellung der Logik, 4 volume (1837)
- Paradoxien des Unendlichen (1851), în care a dezvoltat, înainte de Georg Cantor, teoria mulțimilor
- Tratat despre funcții (apărut postum în 1930).